# Ceropegia kundelunguensis
Ceropegia kundelunguensis là một loài thực vật có hoa trong họ La bố ma. Loài này được Malaisse mô tả khoa học đầu tiên năm 1984.